# BTV Saint-Gall
Le BTV Saint-Gall est un club de handball situé à Saint-Gall en Suisse. 

## Palmarès masculin
- Championnat de Suisse  (2) : 1957-58, 1958-59